# Mancopter
Mancopter è un videogioco di assurde corse con elicotteri a pedali, pubblicato nel 1984 per Commodore 64 dalla Datasoft. Secondo la rivista britannica Commodore Format di 10 anni dopo era un gioco semisconosciuto, ma ancora molto valido.

## Modalità di gioco
Mancopter permette di affrontare un unico percorso per giocatore singolo, a tre possibili livelli di difficoltà. La gara si svolge sopra il mare ed è mostrata con visuale di lato e scorrimento verso sinistra. Periodicamente si attraversano tratti coperti da intrecci di mangrovie, dove bisogna volare più basso per evitare le chiome degli alberi. Più avanti si incontrano anche zone con nubi temporalesche che lanciano fulmini o con piattaforme petrolifere.
Per mantenere il piccolo elicottero in quota il giocatore deve pedalare premendo ripetutamente il pulsante di fuoco; più lo preme rapidamente più sale, altrimenti scende, fino eventualmente a cadere in acqua. Spingendo verso sinistra si accelera e si mantiene la velocità, mentre spingendo a destra si rallenta e si può anche limitatamente tornare indietro.
Lungo il percorso si incontrano molti altri elicotteri avversari, di solito più lenti, ma spesso aggressivi nei confronti del giocatore. In caso di scontro con un altro elicottero, quello dei due che si trova più in basso precipita in acqua, mentre l'altro non subisce danni.
Gli avversari caduti in acqua sono eliminati, mentre il giocatore ha una scorta di pesci che valgono come vite; quando il suo elicottero finisce in acqua, al costo di un pesce, arriva una balena che lo recupera e lo solleva per permettergli di riprendere il volo. Se invece non ha più pesci arriva uno squalo che ingoia tutto l'elicottero e la partita termina.
Si devono affrontare anche pellicani che volano contromano, dodo che cadono dagli alberi, polipi che saltano fuori dall'acqua. Tutti questi animali, in caso di scontro con il giocatore, gli rubano un pesce (il dodo due), oppure lo fanno cadere in acqua se non ne ha più. Alcuni pellicani tuttavia hanno già un pesce in bocca e in questo caso il giocatore può rubarlo a loro. Più avanti compaiono anche delle sirene amichevoli che danno un pesce al giocatore se intercettate.
C'è inoltre un limite di tempo, che se esaurito determina la caduta in acqua e la fine della partita. Si ottengono prolungamenti del tempo ogni volta che si sorvola una delle boe lungo il percorso. Quando si atterra su una delle pedane galleggianti, che segnano la fine di una tappa, si ottiene punteggio bonus in proporzione al tempo avanzato e agli avversari superati, quindi la gara riprende con tempo rinnovato e maggiori insidie.

## Sviluppo
Mancopter venne programmato da Scott Spanburg, la grafica è di Kelly Day e la musica di John A. Fitzpatrick. Il nome Mancopter era un marchio registrato della Nichibutsu USA. Erano previste anche versioni per altri computer, ma non risultano esistenti.